# 37 Pułk Armat Polowych (austro-węgierski)
Pułk Armat Polowych Nr 37 (FKR. 37) – pułk artylerii polowej cesarskiej i królewskiej Armii.
W 1914 roku pułk stacjonował w Zagrzebiu (niem. Agram) na terytorium 13 Korpusu, który był jego okręgiem uzupełnień.
Pułk wchodził w skład 13 Brygady Artylerii Polowej, a pod względem taktycznym był podporządkowany komendantowi 36 Dywizji Piechoty.
Swoje święto pułk obchodził 22 lipca w rocznicę bitwy pod Blumenau stoczonej w 1866 roku.

## Komendanci pułku
- płk Julius Steinhauser (1914[1])